# Блексли, Алберт Фрэнсис
Альберт Фрэнсис Блексли (Блейксли) (англ. Albert Francis Blakeslee; 9 ноября 1874, Дженезео, округ Ливингстон штата Нью-Йорк, США ‒ 16 ноября 1954, Нортгемптон, штат Массачусетс) — американский ботаник и генетик. Доктор наук. Президент Ботанического общества Америки (1950).
Член Национальной академии наук США (1929), иностранный член Парижской академии наук (1947; корреспондент с 1935).

## Биография
В 1896 году окончил Уэслианский университет в г. Мидделтаун, штат Коннектикут. После трёх лет преподавания математики в подготовительных школах, в 1899 году поступил в Гарвардский университет.
В 1904 году в Гарварде получил степень доктора наук и продолжил работать там же. В 1907 году стал профессором в Коннектикутском сельскохозяйственном колледже (ныне Коннектикутский университет). C 1936 года — сотрудник Института Карнеги в Колд-Спринг-Харбор (штат Нью-Йорк). С 1943 года — директор Генетической экспериментальной станции колледжа им. Смита в Нортхемптоне.

## Научная деятельность
Получил мировое признание за свои исследования в растениеводстве. Как директор Генетической экспериментальной станции осуществил реальный вклад в развитие ботаники и генетики, особенно в исследование поведения хромосом в генетике и эволюции видов.
Занимался изучением генного баланса, хромосомных мутаций и видообразования на новом для генетиков растительном объекте ‒ дурмане обыкновенном (Datura stramonium).
В 1937 году совместно с О. Т. Эйвери открыл метод получения полиплоидных мутаций у растений, действуя на них колхициновым алкалоидом.
Инициатор метода культивирования зародышей растений.

## Избранные труды
- Sexual reproduction in the Mucorineae (англ.) // Proceedings of the American Academy of Arts and Sciences[англ.] : journal. — 1904. — Vol. 40, no. 4. — P. 203—328. — doi:10.2307/20021962.
- Zygospore formation a sexual process // Science ser 2.. — 1904. — Т. 19, № 492. — С. 864—866. — doi:10.1126/science.19.492.864.
- Two conidia-bearing fungi (англ.) // Botanical Gazette : journal. — 1905. — Vol. 40. — P. 161—170. — doi:10.1086/328664.
- Zygospore germinations in the Mucorinae (англ.) // Sydowia[англ.] : journal. — 1906. — Vol. 4, no. 1. — P. 1—28.
- Zygospores and sexual strains in the common bread mould, Rhizopus nigricans (англ.) // Science ser 2. : journal. — 1906. — Vol. 24, no. 604. — P. 118—222. — doi:10.1126/science.24.604.118.
- New England trees in winter // Bulletin of the Storrs Experimental Station. — 1911. — Т. 69. — С. 307—578.
- Conjugation in the heterogamic genus Zygorhynchus (англ.) // Mycologische Centralblatt : journal. — 1913. — Vol. 2. — P. 241—244, plates 1—2.
- Trees in winter. Their study, planting, care and identification (англ.). — New York: Macmillan Company, 1913.
- Blakeslee, A.F.; Avery, B.T. Mutations in the Jimson weed (англ.) // Journal of Heredity[англ.] : journal. — Oxford University Press, 1919. — Vol. 10, no. 3. — P. 111—120.
- Blakeslee, A.F.; Warmke, H.E. Size of Seed and Other Criteria of Polyploids (англ.). — 1938.
- Warmke, H.E.; Blakeslee, A.F. Sex Mechanism In Polyploids Of Melandrium (англ.) // Science. — 1939. — Vol. 89, no. 2313. — P. 391—392. — doi:10.1126/science.89.2313.391.
- Blakeslee, A.F. The Induction of Polyploids and Their Genetic Significance (англ.). — 1941.